# Granskär (Jomala, Åland)
Granskär är en ö i Åland (Finland). Den ligger i Skärgårdshavet eller Ålands hav och i kommunen Jomala i landskapet Åland, i den sydvästra delen av landet. Ön ligger nära Mariehamn och omkring 280 kilometer väster om Helsingfors.
Öns area är 3,9 hektar och dess största längd är 450 meter i nord-sydlig riktning. Ön höjer sig omkring 5 meter över havsytan.